# Orion en het Donker
Orion en het Donker is een Amerikaanse geanimeerde fantasy- avonturenkomedie uit 2024, geproduceerd door DreamWorks Animation, geanimeerd door Mikros Animation en gedistribueerd door Netflix. De regie was in handen van Sean Charmatz en het scenario van Charlie Kaufman. De film is gebaseerd op het gelijknamige kinderboek uit 2014 van Emma Yarlett. De stemmen van de acteurs in de film zijn: Jacob Tremblay, Paul Walter Hauser, Colin Hanks, Mia Akemi Brown, Ike Barinholtz, Nat Faxon, Golda Rosheuvel, Natasia Demetriou, Aparna Nancherla, Carla Gugino, Matt Dellapina en Angela Bassett. Robert Lydecker en Kevin Lax componeerden de muziek voor de film.
Orion and the Dark ging op 27 januari 2024 in première in het TUDUM Theater in Los Angeles en werd op 2 februari uitgebracht op Netflix. De film kreeg positieve recensies van critici, met lof voor het script, de animatie, de thema's en de acteerprestaties.

## Verhaallijn
Orion is een 11-jarige jongen met een enorme lijst aan irrationele angsten. Hij schrijft over zijn angsten in zijn dagboek en is bang dat hij door zijn schoolverliefdheid Sally wordt afgewezen tijdens een excursie naar het planetarium. Op een nacht, nadat Orion plotseling is flauwgevallen, wordt hij in zijn slaapkamer begroet door Dark, de belichaming van zijn grootste angst. Dark is het zat dat Orion voortdurend over hem klaagt en biedt aan om hem mee te nemen op een reisje. Zo kan hij Orion helpen zijn angsten te overwinnen door hem de voordelen en wonderen van de nacht te laten zien. Onderweg wordt onthuld dat een volwassen Orion het verhaal aan zijn jonge dochter Hypatia vertelt om haar te helpen met haar angsten.
Tijdens hun reis stelt Dark Orion voor aan zijn mede-nachtwezens: Slaap, Slapeloosheid, Stilte, Onverklaarbare geluiden en Zoete dromen. Dark overtuigt hen om Orion getuige te laten zijn van hun werk, waar ze met tegenzin mee instemmen. Terwijl ze reizen, laat Dark Orion zien hoe Stilte omgevingsgeluiden wegneemt, Slaap mensen in slaap laat vallen, Slapeloosheid angst veroorzaakt en sommige mensen wakker maakt, Onverklaarde Geluiden allerlei geluiden buiten huizen veroorzaakt en Zoete Dromen prachtige dromen opwekt. In eerste instantie belemmert Orions angstige gedrag de taken van de nachtelijke entiteiten, maar naarmate Orion meer opwarmt en uiteindelijk bevriend raakt met Dark, helpt hij de nachtelijke entiteiten bij hun taken. Daarnaast komt Orion kortstondig Licht tegen, de aartsvijand van Dark die 's ochtends het daglicht brengt en 's avonds de duisternis.
Terwijl ze hun reis voortzetten, merkt Orion onbedoeld op dat Licht hem beter lijkt dan Duisternis, omdat Licht hem een veilig en warm gevoel geeft. De andere entiteiten voelen zich neerslachtig en verlaten hun nachtelijke taken in ruil voor werk overdag. Boos en verdrietig omdat ze in de steek gelaten zijn, blijft Dark op een bergtop staan. Een schuldige Orion smeekt de Duisternis om te vertrekken voordat het Licht door hem heen gaat en hem uiteen laat vallen, maar de Duisternis blijft stilstaan en verdwijnt terwijl het Licht door hem heen gaat, waardoor Orion in de steek wordt gelaten. Orion zit nu alleen op de bergtop. Hij beseft dat het de rug van een vliegende schildpad is en schaamt zich voor zijn daden.
Als het verhaal afgelopen is, lopen de inmiddels volwassen Orion en zijn dochter Hypatia door de stad naar het planetarium. Hypatia is geschokt door zijn einde en stelt een ander verhaal voor. Terwijl zij het verhaal overneemt, ontmoet Orion, die nu alleen op het strand is, Hypatia die belooft hem te helpen. Ze draagt een gedicht voor dat ze op basis van het verhaal tot nu toe heeft geschreven en de nachtelijke entiteiten keren terug. Ze zijn getuige geweest van de chaos die ontstaat door het eindeloze daglicht, zonder de nacht om de natuurlijke balans van de wereld te bewaren. Ze beseffen dat Dark de letterlijke belichaming is van Orions grootste angst. Ze beseffen dat Orion moet slapen en dromen over Dark om hem terug te kunnen brengen.
Met de hulp van Sweet Dreams weten de twee kinderen Orions onderbewustzijn te bereiken en Dark op te roepen uit de herinnering van de eerste keer dat ze elkaar ontmoetten in Orions slaapkamer. De hereniging wordt echter abrupt beëindigd wanneer de deur van zijn kast opengaat en een zwart gat onthult dat Dark probeert binnen te trekken. Orion leert eindelijk zijn angsten te accepteren en springt in om Dark te redden, terwijl Quiet hem zachtjes wakker maakt, zodat ze allebei uit de droom kunnen ontsnappen. Dark verschijnt opnieuw, herstelt de natuurlijke orde in de wereld en brengt de kinderen terug naar Orions huis, waarna hij afscheid van hen neemt. Na het vertrek van Dark zit Hypatia 20 jaar vast in het verleden en kan ze niet meer naar huis terugkeren. Het verhaal krijgt echter een staartje als een jonge jongen genaamd Tycho in een tijdmachine arriveert om Hypatia terug te brengen.
Het verhaal eindigt opnieuw en het blijkt dat een volwassen Hypatia het verhaal aan haar zoon Tycho vertelt. Aan het einde van het verhaal gaat Hypatia naar buiten om haar vader en moeder, de inmiddels veel oudere Orion en Sally, welterusten te zeggen. De scène gaat terug naar het begin, met een jonge Orion en Sally die naar de sterren staren tijdens het excursie naar het planetarium.

## Stemmencast

### Engelse stemmen
- Jacob Tremblay - Orion Mendelson
  - Colin Hanks - volwassen Orion Mendelson
- Paul Walter Hauser - Donker
- Angela Bassett - Dromen
- Ike Barinholtz - Licht
- Natasia Demetriou - Slaap
- Golda Rosheuvel - Onverklaarbare Geluiden
- Nat Faxon - slapeloosheid
- Aparna Nancherla - Stil
- Carla Gugino - Orion's moeder
- Matt Dellapina - Dom Mendelson, Orions vader
- Mia Akemi Brown - Hypatia
  - Shannon Chan-Kent - volwassen Hypatia
- Shino Nakamichi - Sally
  - Ren Hanami - volwassen Sally
- Jack Fisher - Richi Panichi
- Nick Kishiyama - Tycho
- Werner Herzog - verteller

### Nederlandse stemmen
- Ryan van Breukelen - Orion Mendelson
  - Rutger Le Poole - volwassen Orion Mendelson
- Danny Westerweel - Donker
- Joanne Telesford - Sweet Dreams
- Ruben Lürsen - Licht
- Rosalie de Jong - Sleep
- Peggy Sandaal - Unexplained Noises/Debbie
- Stephan Holwerda - slapeloosheid
- Roos van der Waerden - Stil
- Emma Bloemink - Hypatia
  - Cystine Carreon - volwassen Hypatia

- Sil van der Zwan - Richi Panichi
- Roman Perrier - Tycho
- Murth Mossel - verteller

## Nederlandse Versie
- Studio - Wim Pel Productions
- Stemregisseur - Rutger Le Poole
- Vertaling - Roben Mitchell
- Techniek - Denny Wit
- Mixage - René Schardt
- Productie - Mathijn de Koning